# Enicospilus antimena
Enicospilus antimena är en stekelart som först beskrevs av Henri Saussure 1892.  Enicospilus antimena ingår i släktet Enicospilus och familjen brokparasitsteklar. Inga underarter finns listade i Catalogue of Life.